# Vorkouta
Vorkouta (en russe : Воркута ; en komi : Вӧркута ; en nénètse des forêts : Варкута) est une ville minière de la république des Komis, dans le nord-ouest de la Russie, au nord du cercle polaire arctique. Sa population s'élevait à 51 321 habitants en 2022. Elle est incluse dans l'okroug urbain de Vorkouta, qui inclut d'autres municipalités alentour et dont la population s'élevait en 2019 à 74 756 habitants.
Il s'agit de la localité la plus à l'est de l'Europe,,.

## Géographie
Vorkouta est arrosée par la rivière du même nom, un affluent de l'Oussa. Appelée la « ville de la toundra », elle est située dans la partie nord-est de la république des Komis, à 150 km au nord du cercle polaire, dans le bassin minier de la Petchora, juste à l'ouest de l'Oural polaire, à un peu plus de 200 km de la côte de l'océan Arctique, à 901 km au nord-est de Syktyvkar et à 1 885 km au nord-est de Moscou.

### Climat
| Mois                                        | jan.     | fév.       | mars       | avril      | mai        | juin      | jui.      | août      | sep.       | oct.      | nov.       | déc.     | année     |
| ------------------------------------------- | -------- | ---------- | ---------- | ---------- | ---------- | --------- | --------- | --------- | ---------- | --------- | ---------- | -------- | --------- |
| Température minimale moyenne (°C)           | −23,1    | −22,7      | −17,6      | −12,2      | −4,5       | 4         | 8,2       | 6         | 1,5        | −5,8      | −16        | −20,1    | −8,5      |
| Température moyenne (°C)                    | −19,3    | −18,9      | −13,5      | −8,2       | −1,1       | 8,4       | 13,3      | 9,9       | 4,7        | −3,1      | −12,4      | −16,4    | −4,7      |
| Température maximale moyenne (°C)           | −15,4    | −15,1      | −9,4       | −4,2       | 2,5        | 13,4      | 18,8      | 14,2      | 8,4        | −0,5      | −9         | −12,8    | −0,8      |
| Record de froid (°C) date du record         | −48 1980 | −49,4 2010 | −43,1 2013 | −38,5 1984 | −25,3 1986 | −8,4 1992 | −1 1978   | −4,8 2017 | −10,5 1996 | −29 1977  | −45,1 1984 | −52 1978 | −52 1978  |
| Record de chaleur (°C) date du record       | 1,1 2008 | 1,2 2004   | 5,3 2008   | 12 1995    | 26,5 1991  | 31 1977   | 33,8 1990 | 30 1981   | 24,2 2009  | 15,6 2003 | 4,8 1985   | 3,5 1999 | 33,8 1990 |
| Précipitations (mm)                         | 34       | 30         | 35         | 27         | 35         | 47        | 49        | 60        | 55         | 56        | 45         | 39       | 512       |
| dont neige (cm)                             | 47       | 66         | 81         | 84         | 53         | 4         | 0         | 0         | 0          | 6         | 17         | 30       | 388       |
| Record de pluie en 24 h (mm) date du record | 33 1965  | 28 1959    | 33 1954    | 18 2003    | 32 1977    | 35 1963   | 37 1964   | 35 1963   | 24 1963    | 23 2013   | 32 1998    | 24 1961  | 37 1964   |
| Nombre de jours avec précipitations         | 1        | 0,2        | 1          | 3          | 9          | 16        | 19        | 22        | 19         | 10        | 2          | 1        | 103       |
| Humidité relative (%)                       | 81       | 80         | 81         | 79         | 79         | 72        | 74        | 82        | 85         | 88        | 84         | 82       | 81        |
| Nombre de jours avec neige                  | 25       | 23         | 24         | 21         | 20         | 8         | 1         | 1         | 8          | 23        | 25         | 26       | 205       |
| Nombre de jours d'orage                     | 0        | 0,03       | 0          | 0          | 0,1        | 2         | 3         | 1         | 0,4        | 0,03      | 0          | 0        | 7         |
| Nombre de jours avec brouillard             | 4        | 4          | 3          | 3          | 5          | 3         | 4         | 7         | 7          | 9         | 5          | 4        | 58        |

| Diagramme climatique                                  |              |             |             |           |         |           |         |          |            |         |              |
| J                                                     | F            | M           | A           | M         | J       | J         | A       | S        | O          | N       | D            |
| −15,4−23,134                                          | −15,1−22,730 | −9,4−17,635 | −4,2−12,227 | 2,5−4,535 | 13,4447 | 18,88,249 | 14,2660 | 8,41,555 | −0,5−5,856 | −9−1645 | −12,8−20,139 |
| Moyennes : • Temp. maxi et mini °C • Précipitation mm |              |             |             |           |         |           |         |          |            |         |              |

## Histoire
La présence d'importants champs de charbon près de la rivière Vorkouta fut découverte en 1930 par le géologue soviétique Georgui Tchernov (en) (Георгий Александрович Чернов). Il était le fils d'un autre géologue, Alexandre Tchernov, qui avait promu le développement du bassin de charbon de Petchora, qui incluait les champs du bassin de la Vorkouta,. Avec cette découverte, l'exploitation minière débuta dans la RSSA des Komis. À l'époque, seule la partie sud du bassin minier était inclus dans cette république. La partie nord, comprenant Vorkouta, appartenait au district autonome de Nénétsie de l'oblast d'Arkhangelsk. En 1931, un village de géologues fut construit sur le bassin minier, la plupart des travailleurs étant des détenus du Goulag du camp d'Oukhta-Petchora,. Un réseau de plusieurs camps de prisonniers allait alors être créé dès 1932 sur le bassin minier, le Vorkoutlag, l'un des camps les plus célèbres et les plus durs du Goulag. Il fut surnommé « la guillotine glacée ». Les prisonniers exploitèrent les mines de la région à partir des années 1930 et bâtirent la ville dès 1932.
En 1941, la ville et les camps furent reliés au reste du pays par une ligne de train construite par les prisonniers, reliant Konocha et Kotlas et les camps d'Inta. Vorkouta obtient le statut de ville le 26 novembre 1943.
Pendant la guerre froide, la région de Vorkouta abritait une base militaire avancée pour les bombardiers soviétiques.
Les camps autour de Vorkouta étaient les plus peuplés de toute la partie européenne de l'Union soviétique et servaient de plus à gérer d'autres camps plus petits comme ceux de Kotlas, Petchora et Ijma (appelée maintenant Sosnogorsk). En 1953, les détenus se révoltèrent contre leurs conditions de détention — les températures pouvant atteindre −60 °C — avant d'être implacablement réprimés par l'armée et le NKVD.
La plupart des camps du Goulag cessèrent leurs activités dans les années 1950. Cependant, certains[Qui ?] assurent que des camps ont continué à fonctionner dans la région de Vorkouta jusque dans les années 1980.
Vers la fin des années 1980, les mineurs se sont mis en grève pour protester contre des retards de paiement dans leurs salaires allant jusqu'à un an. La plupart des mines de charbon ont été fermées depuis la fin des années 1990 en raison des coûts d'exploitation trop élevés.
Depuis 2019 environ, la ville a connu un renouveau économique grâce aux mines de coke, importante pour l'industrie métallurgique russe. Les salaires dans ces complexes miniers sont très hauts en Russie : entre 1500€ et 2000€.
Le marché de l'immobilier reste encore peu coûteux, à la suite de l'exode massif que la ville a connu dans les années 1990. En effet, un appartement à Vorkouta peut être acheté à des prix très bas, car l'offre dépasse très largement la demande : certains appartements sont disponibles à moins de 150 000 roubles, soit environ 1300€.
Cet intérêt nouveau a stimulé la démographie de la ville, et l'homme d'affaires Roman Trotsenko (en) a acquis plusieurs mines en conséquence.

## Population
Recensements (*) ou estimations de la population
| 1943  | 1959*  | 1970*  | 1979*   | 1989*   | 2002*  | 2010*  | 2012   | 2013   | 2014   |
| ----- | ------ | ------ | ------- | ------- | ------ | ------ | ------ | ------ | ------ |
| 7 000 | 55 668 | 89 742 | 100 210 | 115 646 | 84 917 | 70 548 | 67 100 | 64 353 | 61 638 |

| 2015   | 2016   | 2017   | 2018   | 2019   | 2020   | 2021   | 2022   | - | - |
| ------ | ------ | ------ | ------ | ------ | ------ | ------ | ------ | - | - |
| 60 368 | 59 231 | 58 133 | 56 088 | 54 233 | 52 776 | 52 292 | 51 321 | - | - |

## Culture
- Théâtre dramatique de Vorkouta, fondé par les prisonniers du Goulag.
- Le camp de Vorkouta apparaît dans le jeu vidéo Call of Duty: Black Ops, qui met en scène le soulèvement de Vorkouta de façon assez anachronique, en 1963 (dix ans après les faits réels).

## Personnalité
- Andreï Sokolov, grand maître international d'échecs, est né à Vorkouta le 20 mars 1963. Il prend la nationalité française en 2000.
- Illia Yemets, ministre de la santé en Ukraine.